# Pselaphorhynchites cyanellus
Espèce
Pselaphorhynchites cyanellus est une espèce d'insectes coléoptères appartenant à la famille des Attelabidae.